# Puntate di Techetechete' (ottava stagione)
L'ottava stagione del programma televisivo italiano di videoframmenti Techetechete', denominata Il meglio della TV e composta da 96 puntate, è andata in onda in access prime time su Rai 1 dall'8 giugno al 16 settembre 2018.

## Caratteristiche
L'ottava stagione del programma conserva il medesimo sottotitolo e la stessa grafica dell'edizione precedente, privandosi però dello spazio dedicato al personaggio a richiesta e tornando alla formula delle puntate incentrate su temi e argomenti o personaggi precisi.

## Puntate
| Puntata       | Messa in onda | Titolo                                                      | Note                                                                                             | Telespettatori | Share  | Fonte  |
| ------------- | ------------- | ----------------------------------------------------------- | ------------------------------------------------------------------------------------------------ | -------------- | ------ | ------ |
| 1             | 8 giugno      | Un'estate al mare                                           | Puntata dedicata alle canzoni estive                                                             | 3.822.000      | 17,55% | [ 1 ]  |
| 2             | 9 giugno      | Cantiamo l'amore                                            | Puntata dedicata alle canzoni d'amore                                                            | 3.255.000      | 17,89% | [ 2 ]  |
| 3             | 10 giugno     | Specchio specchio... chi è la più bella del reame?          | Puntata dedicata alla bellezza                                                                   | 2.923.000      | 14,56% | [ 3 ]  |
| 4             | 11 giugno     | Orietta Berti: Un bacio, una carezza                        | Puntata dedicata ad Orietta Berti                                                                | 3.815.000      | 16,51% | [ 4 ]  |
| 5             | 13 giugno     | I mille volti di Verdone                                    | Puntata dedicata a Carlo Verdone                                                                 | 3.513.000      | 15,70% | [ 5 ]  |
| 6             | 14 giugno     | Poker di voci                                               | Puntata dedicata a Ricchi e Poveri, ABBA, Milk and Coffee e Boney M.                             | 3.920.000      | 17,26% | [ 6 ]  |
| 7             | 15 giugno     | Totò, la felicità                                           | Puntata dedicata a Totò                                                                          | 3.453.000      | 15,56% | [ 7 ]  |
| 8             | 16 giugno     | Italia...I love you                                         | Puntata dedicata ad artisti stranieri che cantano in italiano                                    | 2.826.000      | 15,68% | [ 8 ]  |
| 9             | 17 giugno     | Le nuove dive della canzone                                 | Puntata dedicata alle cantanti italiane contemporanee                                            | 2.673.000      | 12,56% | [ 9 ]  |
| 10            | 18 giugno     | Tutti pazzi per Raffaella                                   | Puntata dedicata a Raffaella Carrà in occasione del suo 75º compleanno                           | 3.773.000      | 15,88% | [ 10 ] |
| 11            | 20 giugno     | Puglia, amore mio - Arbore, Banfi & Co.                     | Puntata dedicata agli artisti pugliesi                                                           | 2.935.000      | 13,09% | [ 11 ] |
| 12            | 21 giugno     | Il ruggito della tigre                                      | Puntata dedicata a Mina                                                                          | 3.050.000      | 13,58% | [ 12 ] |
| 13            | 22 giugno     | Falsi d'artista                                             | Puntata dedicata agli imitatori                                                                  | 3.303.000      | 15,26% | [ 13 ] |
| 14            | 23 giugno     | Alla ricerca delle stelle perdute                           | Puntata dedicata alle meteore musicali                                                           | 2.439.000      | 13,70% | [ 14 ] |
| 15            | 24 giugno     | Vittorio e Gina parlano d'amore                             | Puntata dedicata a Vittorio De Sica e Gina Lollobrigida                                          | 2.960.000      | 14,71% | [ 15 ] |
| 16            | 25 giugno     | Magica Rita                                                 | Puntata dedicata a Rita Pavone                                                                   | 3.260.000      | 13,53% | [ 16 ] |
| 17            | 26 giugno     | Cantavamo così...                                           | Puntata dedicata ai grandi successi musicali italiani del 1960, 1970, 1980 e 1990                | 3.174.000      | 13,39% | [ 17 ] |
| 18            | 27 giugno     | Ciao Paolo, un anno senza te                                | Puntata dedicata a Paolo Limiti in occasione del primo anniversario della sua morte              | 2.984.000      | 12,75% | [ 18 ] |
| 19            | 28 giugno     | I comici in TV                                              | Puntata dedicata ai comici                                                                       | 2.986.000      | 12,27% | [ 20 ] |
| 20            | 28 giugno     | I cantautori                                                | Puntata dedicata ai cantautori italiani                                                          | 2.986.000      | 13,45% | [ 20 ] |
| 21            | 29 giugno     | Enrico Montesano... oh come mi sono divertito!              | Puntata dedicata ad Enrico Montesano                                                             | 3.265.000      | 17,21% | [ 21 ] |
| 22            | 30 giugno     | Renzo, che bello ritrovarti                                 | Puntata dedicata a Renzo Arbore                                                                  | 2.618.000      | 14,36% | [ 22 ] |
| 23            | 1º luglio     | ...com'era umano lei!                                       | Puntata dedicata a Paolo Villaggio in occasione del primo anniversario della sua morte           | 2.302.000      | 11,66% | [ 23 ] |
| 24            | 2 luglio      | Coppie e duetti                                             | Puntata dedicata ai duetti canori, ballettistici e comici                                        | 3.134.000      | 13,72% | [ 24 ] |
| 25            | 3 luglio      | Cantavamo così...                                           | Puntata dedicata ai grandi successi musicali italiani del 1961, 1971, 1981 e 1991                | 3.386.000      | 15,09% | [ 25 ] |
| 26            | 4 luglio      | Il signor G e signora                                       | Puntata dedicata a Giorgio Gaber ed Ombretta Colli                                               | 3.725.000      | 18,31% | [ 26 ] |
| 27            | 5 luglio      | La febbre delle disco-teche                                 | Puntata dedicata alla discomusic                                                                 | 3.489.000      | 17,88% | [ 27 ] |
| 28            | 6 luglio      | Sanremo che passione                                        | Puntata dedicata alle papere, agli errori e ai momenti più belli del Festival di Sanremo         | 2.968.000      | 13,42% | [ 28 ] |
| 29            | 7 luglio      | Pavarotti. La voce dell'amore                               | Puntata dedicata a Luciano Pavarotti                                                             | 2.662.000      | 15,07% | [ 29 ] |
| 30            | 8 luglio      | Claudia e Ugo, luci e splendori                             | Puntata dedicata a Claudia Cardinale ed Ugo Tognazzi                                             | 3.268.000      | 18,63% | [ 30 ] |
| 31            | 9 luglio      | Auguri nonno Libero!                                        | Puntata dedicata a Lino Banfi                                                                    | 3.646.000      | 17,62% | [ 31 ] |
| 32            | 10 luglio     | I nostri complessi                                          | Puntata dedicata ai complessi musicali italiani                                                  | 2.743.000      | 11,99% | [ 32 ] |
| 33            | 11 luglio     | Romina e Al Bano. Storia di due innamorati                  | Puntata dedicata ad Al Bano e Romina Power (replica)                                             | 2.879.000      | 12,40% | [ 33 ] |
| 34            | 12 luglio     | Homo ridens                                                 | Puntata dedicata ai comici di ieri e di oggi                                                     | 3.755.000      | 19,82% | [ 34 ] |
| 35            | 13 luglio     | Cantavamo così...                                           | Puntata dedicata ai grandi successi musicali italiani del 1962, 1972, 1982 e 1992                | 3.790.000      | 20,96% | [ 35 ] |
| 36            | 14 luglio     | Stasera Les étoiles                                         | Puntata dedicata a Carla Fracci, Elettra Morini e Roberto Bolle                                  | 3.049.000      | 19,74% | [ 36 ] |
| 37            | 15 luglio     | Sophia e Marcello. Ieri, oggi e... per sempre               | Puntata dedicata a Sophia Loren e Marcello Mastroianni (replica)                                 | 3.140.000      | 18,25% | [ 37 ] |
| 38            | 16 luglio     | Parigi chanson d'amour                                      | Puntata dedicata alle canzoni, ai duetti, alle imitazioni e agli sketch in francese              | 3.916.000      | 18,43% | [ 38 ] |
| 39            | 17 luglio     | Mina & Milva, dive allo specchio                            | Puntata dedicata alle similitudini tra Mina e Milva                                              | 4.386.000      | 21,98% | [ 39 ] |
| 40            | 18 luglio     | Ricordi di famiglia                                         | Puntata dedicata alla famiglia                                                                   | 3.677.000      | 19,71% | [ 40 ] |
| 41            | 19 luglio     | Dal Night al Piano-bar                                      | Puntata dedicata ai cantanti del piano-bar                                                       | 3.544.000      | 19,13% | [ 41 ] |
| 42            | 20 luglio     | Cantavamo così...                                           | Puntata dedicata ai grandi successi musicali italiani del 1963, 1973, 1983 e 1993                | 3.718.000      | 20,81% | [ 42 ] |
| 43            | 21 luglio     | Buon appetito                                               | Puntata dedicata alla cucina                                                                     | 3.467.000      | 22,41% | [ 43 ] |
| 44            | 22 luglio     | Virna e Vittorio. Stasera io e te da soli                   | Puntata dedicata a Virna Lisi e Vittorio Gassman                                                 | 3.112.000      | 18,34% | [ 44 ] |
| 45            | 23 luglio     | Passione latina                                             | Puntata dedicata ai balli latini                                                                 | 4.119.000      | 20,34% | [ 45 ] |
| 46            | 24 luglio     | Vasco è rock                                                | Puntata dedicata a Vasco Rossi (replica)                                                         | 3.874.000      | 20,33% | [ 46 ] |
| 47            | 25 luglio     | America nel cuore                                           | Puntata dedicata all'America                                                                     | 3.489.000      | 18,68% | [ 47 ] |
| 48            | 26 luglio     | Edoardo Vianello e Wilma Goich. Insieme per cantare         | Puntata dedicata a Edoardo Vianello e Wilma Goich                                                | 3.659.000      | 19,64% | [ 48 ] |
| 49            | 27 luglio     | Cantavamo così...                                           | Puntata dedicata ai grandi successi musicali italiani del 1964, 1974, 1984 e 1994                | 3.505.000      | 20,80% | [ 49 ] |
| 50            | 28 luglio     | Tutti pazzi per il meteo                                    | Puntata dedicata al meteo                                                                        | 3.398.000      | 21,69% | [ 50 ] |
| 51            | 29 luglio     | Monica e Alberto, la commedia dell'amore                    | Puntata dedicata a Monica Vitti ed Alberto Sordi (replica rieditata)                             | 3.359.000      | 20,33% | [ 51 ] |
| 52            | 30 luglio     | Anna Marchesini, sei sempre con noi                         | Puntata dedicata ad Anna Marchesini                                                              | 3.937.000      | 20,36% | [ 52 ] |
| 53            | 31 luglio     | Franca e le altre                                           | Puntata dedicata a Franca Valeri e alle protagoniste della comicità femminile                    | 3.991.000      | 21,61% | [ 53 ] |
| 54            | 1º agosto     | Come se fosse una magia                                     | Puntata dedicata alla magia                                                                      | 3.697.000      | 20,09% | [ 54 ] |
| 55            | 2 agosto      | Pronto, chi parla?                                          | Puntata dedicata al telefono                                                                     | 3.650.000      | 20,49% | [ 55 ] |
| 56            | 3 agosto      | Cantavamo così...                                           | Puntata dedicata ai grandi successi musicali italiani del 1965, 1975, 1985 e 1995                | 3.754.000      | 21,83% | [ 56 ] |
| 57            | 4 agosto      | Ancora... alla ricerca delle stelle perdute                 | Puntata dedicata alle meteore della scena musicale degli anni ottanta                            | 3.010.000      | 19,75% | [ 57 ] |
| 58            | 5 agosto      | Lei non sa chi sono io                                      | Puntata dedicata alla satira politica                                                            | 3.156.000      | 20,19% | [ 58 ] |
| 59            | 6 agosto      | Ancora cantautori                                           | Puntata dedicata ai grandi cantautori italiani                                                   | 3.609.000      | 19,48% | [ 59 ] |
| 60            | 7 agosto      | Tutti pu-pazzi per la TV                                    | Puntata dedicata ai pupazzi più famosi della televisione italiana                                | 3.415.000      | 18,85% | [ 60 ] |
| 61            | 8 agosto      | Musica maestro!                                             | Puntata dedicata ai direttori d'orchestra                                                        | 2.964.000      | 17,07% | [ 61 ] |
| 62            | 9 agosto      | Latin lover                                                 | Puntata dedicata all'amore e al corteggiamento                                                   | 3.044.000      | 17,84% | [ 62 ] |
| 63            | 10 agosto     | Cantavamo così...                                           | Puntata dedicata ai grandi successi musicali italiani del 1966, 1976, 1986 e 1996                | 3.279.000      | 20,88% | [ 63 ] |
| 64            | 11 agosto     | Divina Pravo e regina Lear                                  | Puntata dedicata a Patty Pravo ed Amanda Lear                                                    | 2.720.000      | 18,76% | [ 64 ] |
| 65            | 12 agosto     | Viaggiando viaggiando ho in mente te                        | Puntata dedicata ai viaggi                                                                       | 2.793.000      | 19,07% | [ 65 ] |
| 66            | 13 agosto     | Moda, mode e modi                                           | Puntata dedicata alla moda                                                                       | 3.297.000      | 20,50% | [ 66 ] |
| 67            | 14 agosto     | E se ci fermassimo a pensare...                             | Puntata dedicata a Genova e alla tragedia del crollo del viadotto Polcevera                      | 3.470.000      | 20,55% | [ 67 ] |
| 68            | 16 agosto     | Luigi Tenco e Dalida - Amore e altre storie                 | Puntata dedicata a Luigi Tenco e Dalida (replica)                                                | 3.386.000      | 20,30% | [ 68 ] |
| 69            | 17 agosto     | Fortemente Mia                                              | Puntata dedicata a Mia Martini (replica)                                                         | 3.531.000      | 22,30% | [ 69 ] |
| 70            | 19 agosto     | Dori e Fabrizio - Furono baci e furono sorrisi              | Puntata dedicata a Fabrizio De André e Dori Ghezzi (replica)                                     | 3.784.000      | 23,35% | [ 70 ] |
| 71            | 20 agosto     | C'è un amico che ti guarda                                  | Puntata dedicata agli animali                                                                    | 4.084.000      | 22,01% | [ 71 ] |
| 72            | 21 agosto     | Maledetta nostalgia                                         | Puntata dedicata ai tormentoni che non hanno raggiunto i primi posti delle Hit Parade            | 3.994.000      | 22,26% | [ 72 ] |
| 73            | 22 agosto     | Napoli - Ha da passà 'a nuttata                             | Puntata dedicata a Napoli e agli artisti partenopei                                              | 3.679.000      | 20,42% | [ 73 ] |
| 74            | 23 agosto     | Milan l'è semper un gran Milan                              | Puntata dedicata a Milano e agli artisti meneghini                                               | 3.907.000      | 21,68% | [ 74 ] |
| 75            | 24 agosto     | Cantavamo così...                                           | Puntata dedicata ai grandi successi musicali italiani del 1967, 1977, 1987 e 1997                | 4.115.000      | 23,54% | [ 75 ] |
| 76            | 25 agosto     | Ti parlerò d'amore                                          | Puntata dedicata a Massimo Ranieri                                                               | 3.788.000      | 22,38% | [ 76 ] |
| 77            | 26 agosto     | Vai con la sigla                                            | Puntata dedicata alle sigle TV                                                                   | 3.943.000      | 20,48% | [ 77 ] |
| 78            | 27 agosto     | La calda estate del '68                                     | Puntata dedicata a canzoni e programmi televisivi dell'estate 1968                               | 4.471.000      | 20,95% | [ 78 ] |
| 79            | 28 agosto     | Maurizio Costanzo - Intelligente, ironico... intramontabile | Puntata dedicata a Maurizio Costanzo in occasione del suo ottantesimo compleanno                 | 4.021.000      | 19,84% | [ 79 ] |
| 80            | 29 agosto     | Antonello e Francesco, poesia in musica                     | Puntata dedicata a Francesco De Gregori e Antonello Venditti                                     | 3.865.000      | 19,27% | [ 80 ] |
| 81            | 30 agosto     | Iva Zanicchi, il canto dell'aquila                          | Puntata dedicata ad Iva Zanicchi                                                                 | 3.832.000      | 19,28% | [ 81 ] |
| 82            | 31 agosto     | Cantavamo così...                                           | Puntata dedicata ai grandi successi musicali italiani del 1968, 1978, 1988 e 1998                | 4.128.000      | 20,07% | [ 82 ] |
| 83            | 1º settembre  | Come te non c'è nessuna - Da Raimondo a Sandra              | Puntata dedicata a Sandra Mondaini e Raimondo Vianello                                           | 4.227.000      | 23,67% | [ 83 ] |
| 84            | 2 settembre   | Amore tra i vulcani                                         | Puntata dedicata alla rivalità amorosa tra Anna Magnani ed Ingrid Bergman per Roberto Rossellini | 3.613.000      | 17,97% | [ 84 ] |
| 85            | 3 settembre   | I quattro moschettieri                                      | Puntata dedicata a Pippo Baudo, Mike Bongiorno, Corrado ed Enzo Tortora                          | 4.382.000      | 19,72% | [ 85 ] |
| 86            | 4 settembre   | I musicarelli                                               | Puntata dedicata al filone cinematografico italiano del musicarello                              | 4.446.000      | 20,64% | [ 86 ] |
| 87            | 5 settembre   | Nei panni di una diva                                       | Puntata dedicata alle soubrette italiane nei panni delle dive straniere                          | 4.168.000      | 19,39% | [ 87 ] |
| 88            | 6 settembre   | Cantavamo così...                                           | Puntata dedicata ai grandi successi musicali italiani del 1969, 1979, 1989 e 1999                | 4.649.000      | 21,42% | [ 88 ] |
| 89            | 8 settembre   | Dolcissime le mie malinconie                                | Puntata dedicata a Lucio Battisti in occasione del ventennale della sua scomparsa                | 4.334.000      | 24,55% | [ 89 ] |
| 90            | 9 settembre   | Cinecittà - Sguardi, pensieri e ricordi                     | Puntata dedicata al luogo simbolo del cinema italiano, in occasione della 75ª Mostra di Venezia  | 3.940.000      | 19,09% | [ 90 ] |
| 91            | 11 settembre  | Claudia e Adriano - Due guerrieri innamorati                | Puntata dedicata a Adriano Celentano e Claudia Mori                                              | 4.935.000      | 21,88% | [ 91 ] |
| 92            | 12 settembre  | Califano-Ferri - Tutto il resto è passione                  | Puntata dedicata a Franco Califano e Gabriella Ferri                                             | 4.194.000      | 18,68% | [ 92 ] |
| 93            | 13 settembre  | Ti dedico un mondo d'amore                                  | Puntata dedicata a Gianni Morandi                                                                | 4.494.000      | 19,29% | [ 93 ] |
| 94            | 14 settembre  | Il bello della Loretta                                      | Puntata dedicata a Loretta Goggi                                                                 | 4.457.000      | 20,64% | [ 94 ] |
| 95            | 15 settembre  | Roberto Benigni - Così non l'abbiamo mai visto              | Puntata dedicata a Roberto Benigni                                                               | 3.898.000      | 21,27% | [ 95 ] |
| 96            | 16 settembre  | 3, 2, 1... Zero!                                            | Puntata dedicata a Renato Zero                                                                   | 4.804.000      | 21,90% | [ 96 ] |
| Media Auditel | Media Auditel | Media Auditel                                               | Media Auditel                                                                                    | 3.561.000      | 18,53% |        |